# پروتئینز (مجله)
پروتئینز با نام اصلی Proteins: Structure, Function, and Bioinformatics بمعنی ساختار، عملکرد و بیوانفورماتیک پروتئین‌ها، یک ماهنامه علمی از نوع داوری همتا است که توسط جان وایلی و پسران انتشار می‌شود.

## چکیده و شاخص بندی
پروتئینز به‌طور خلاصه شامل:
- اِلسِویر
- نمایه استنادی علوم
- چکیده‌های بیولوژیک
- پیش‌بینی بایوسیس(BIOSIS)
- نمایه استنادی علوم
- خدمات چکیده‌های شیمی
- کِم‌وِب
- ای ام بیس
- مدلاین
- نمایه استنادی علوم
- اسکوپوس